# 4916 Brumberg

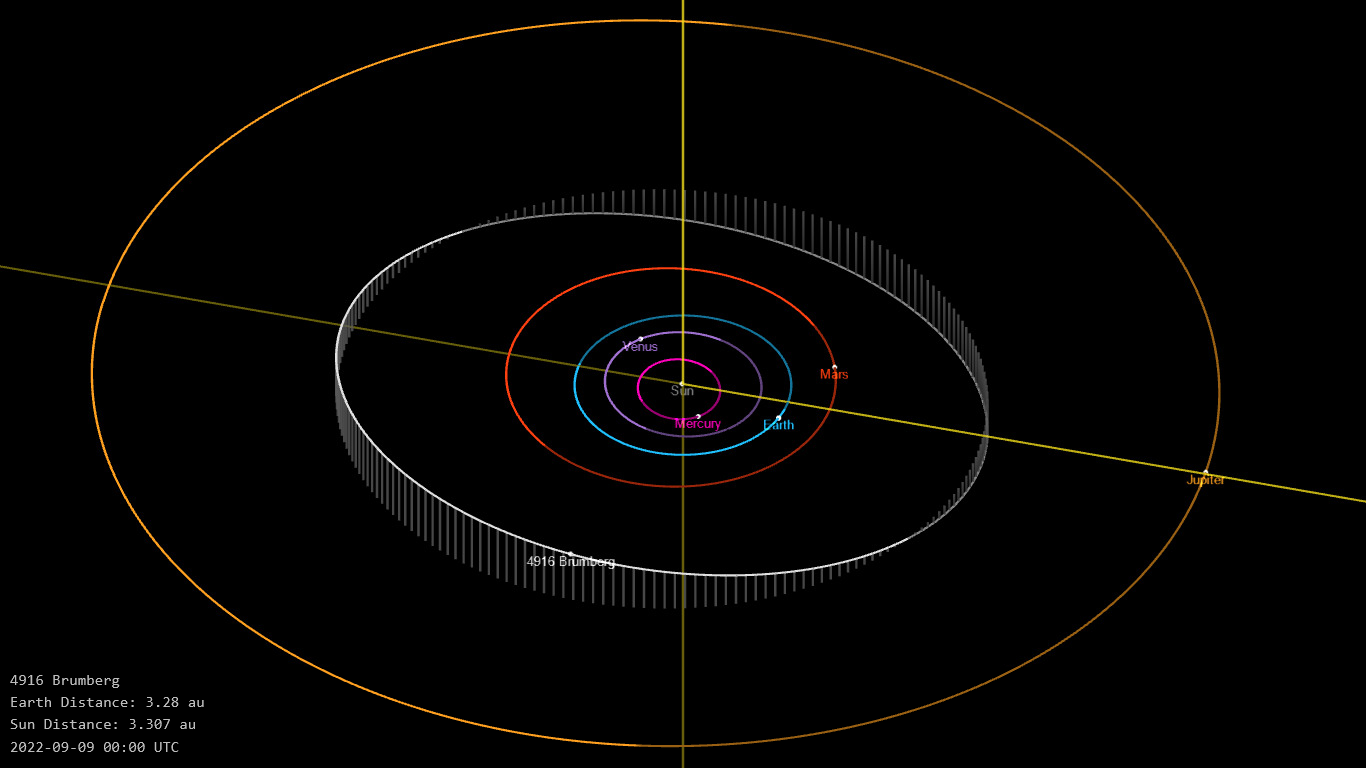

4916 Brumberg è un asteroide della fascia principale. Scoperto nel 1970, presenta un'orbita caratterizzata da un semiasse maggiore pari a 3,0450885 UA e da un'eccentricità di 0,0904411, inclinata di 10,76874° rispetto all'eclittica. L'asteroide è dedicato all'astrofisico russo Viktor Aleksandrovič Brumberg (1933).